# شهر صنعتی کاوه

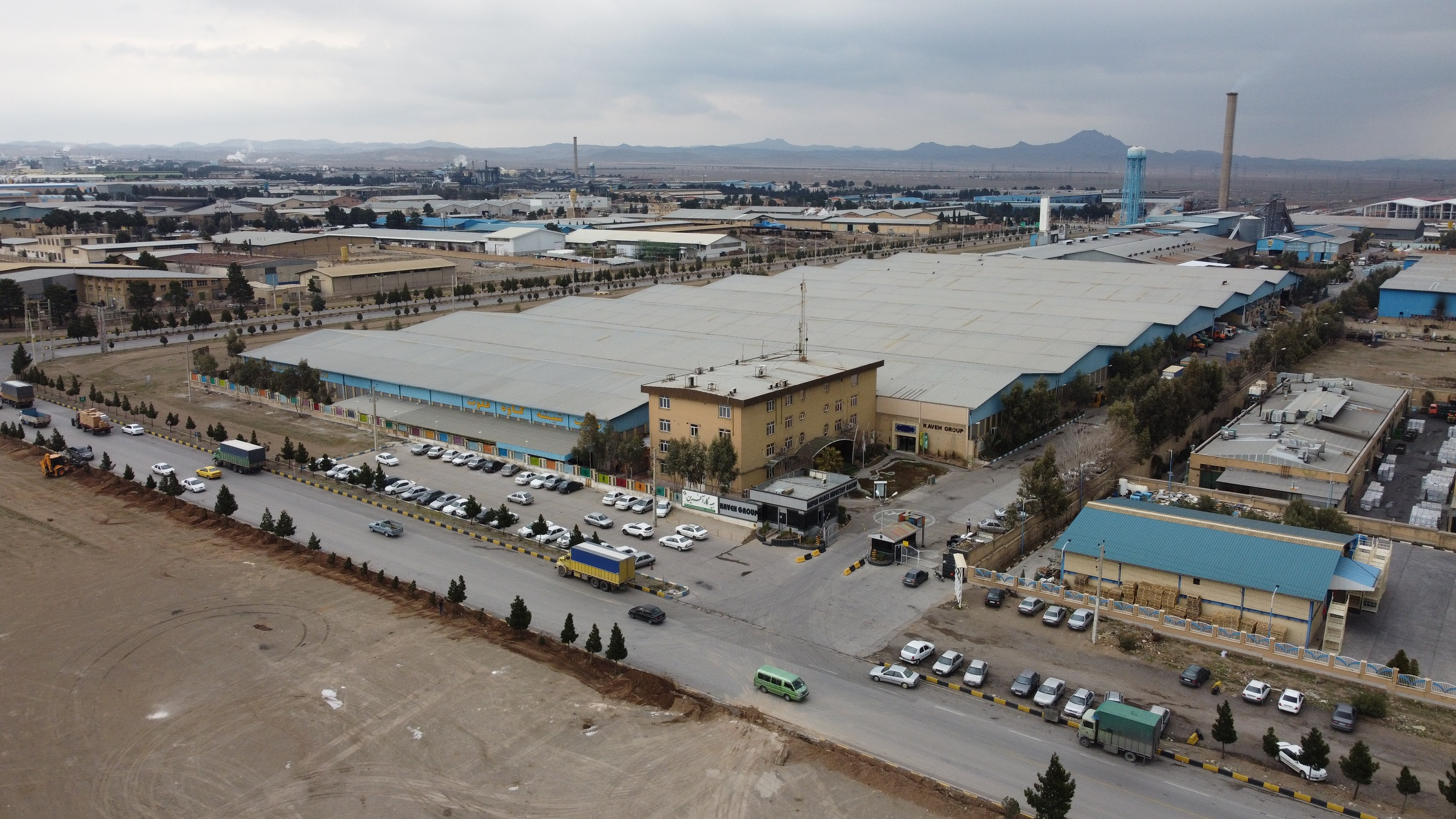
نمای هوایی از شهر صنعتی کاوه در شهرستان ساوه - ۲۰۲۲

شهر صنعتی کاوه (کوروش سابق) در سال ۱۳۵۲ با مساحتی بالغ بر ۳۰۰۰ هکتار کنار بزرگراه تهران - ساوه در ۱۰ کیلومتری شمال شهر ساوه، استان مرکزی ایجاد شده است. این شهرک دارای بیش از ۶۰۰ شرکت بوده و بزرگ‌ترین شهر صنعتی کشور ایران به‌شمار می‌رود. نزدیکی به فرودگاه بین‌المللی امام‌خمینی و مجاورت با آزادراه تهران - ساوه، برخورداری از مزایای مناطق ویژه اقتصادی (شهر صنعتی کاوه در سال ۱۳۹۰ به منطقه ویژه اقتصادی تبدیل شد)، دسترسی به خطوط راه‌آهن سراسری و برخورداری از تأسیسات زیربنایی مناسب به یک قطب بزرگ صنعتی بین‌المللی تبدیل شده است. برترین واحدهای برنامه‌ریزی تولید کشور در کارخانجات مستقر در این شهر صنعتی همانند سینا کاشی، آبسال، بوتان، رانی، سان‌استار، صنایع ریخته‌گری ایران، سن‌ایچ، مزمز، سالمین و… واقع شده‌اند و شرکت‌ها از نیروهای متخصص و با تجربه کاری مناسب بهره گرفته‌اند.

## ویژگی‌ها
این قطب صنعتی در فاصله ۱۲۰ کیلومتری پایتخت ایران و در فاصله ۱۶۰ کیلومتری اراک، در موقعیتی ممتاز، شهر صنعتی کاوه با ارتفاعی بیش از ۱۱۰۰ متر از سطح دریا قرار گرفته است. نزدیکی به تهران، دسترسی آسان به دیگر نقاط کشور به واسطه خطوط ریلی و جاده‌های ترانزیتی، استقرار در چهار راه ارتباطی شمال به جنوب و غرب به شرق کشور، مجاورت با استان‌ها و مناطق صنعتی و اقتصادی و بازارهای مصرف و برخورداری از زیرساخت‌های قوی و مزایای مناطق ویژه اقتصادی شهر صنعتی کاوه را به قطب بزرگ صنعتی تبدیل کرده است.
شهر صنعتی کاوه در چهارچوب منافع کلان اقتصادی کشور و تشویق به سرمایه‌گذاری در امر تولید و رونق اقتصادی و صنعتی کشور پس از انجام مطالعات و بررسی‌های اجتماعی، اقتصادی، زیست‌محیطی و سرزمینی با مساحتی بالغ بر ۳۰۰۰ هکتار در سال ۱۳۵۲ تأسیس شد.
در طول سال‌های گذشته استقرار چند صد واحد تولیدی در شهر صنعتی کاوه موجب شد تا افراد بسیاری با تخصص‌های گوناگون به کار گمارده شوند به طوری که این امر باعث شد شهر ساوه یکی از بیشترین نرخ‌های رشد را بین شهرهای مشابه داشته باشد. یکی از مؤلفه‌های اساسی در بقای یک شهر و صنعت آن وجود آب است آب مورد نیاز واحدهای تولیدی خدماتی و ساکنین شهر صنعتی کاوه و منطقه ویژه اقتصادی کاوه توسط چاه‌های آب واقع در محدوده ضلع جنوبی شهر صنعتی و همچنین چاه‌های عمیق در ۲۰ کیلومتری جاده ساوه همدان تأمین می‌شود. پس از انجام مراحل میکروب زدایی توسط دستگاه‌های کلرزنی و UV آب در مخازنی به حجم ۵۲ هزار مترمکعب ذخیره و سپس توسط ۷ ایستگاه پمپاژ با حدود ۴۰ کیلومتر لوله اصلی و ۴۵ کیلومتر لوله فرعی توزیع می‌شود. با ایجاد زیرساخت‌ها پروژه برق رسانی موجب شده است تا در مقایسه با سایر مناطق و شهرهای صنعتی کشور شهر صنعتی کاوه از توانمندی بی‌نظیری در حوزه تأمین انرژی برخوردار باشد. استقرار یک پست برق ۴۰۰ کیلو ولت، یک پست برق ۲۳۰ کیلوولت و ۴ پست برق ۶۳ کیلو ولت بیانگر این امر مهم است. وجود تأسیسات مخابرات در شهر صنعتی و برخورداری این شهر از خدمات فیبرنوری امکان خدمت‌رسانی و بهره‌برداری ارتباطی سریع را برای شهر به ارمغان آورده است.
قرارگیری و تمرکز واحدهای تولیدی بزرگ و کوچک در شهر صنعتی کاوه و استراتژیک بودن موقعیت جغرافیایی آن به جهت نزدیکی به شهر تهران و قرار گرفتن در مسیرهای مواصلاتی اصلی سبب شده تا چهره شهر نسبت به دیگر شهرک‌های صنعتی تغییر کرده و جریان فعالیت و زندگی در آن جاری باشد.
نوع نگرش مدیریت شهری در شهر صنعتی کاوه به جهت استفاده بهینه از ظرفیت‌های موجود همواره بر این مبنا بوده است که امنیت آرامش و پیشرفت را برای ساکنین آن به ارمغان بیاورد. نگاهی که توسعه خدمت رسانی به ساکنین را به همراه دارد، وجود مناطق صنعتی و مسکونی در کنار هم بالقوه می‌تواند آبستن اتفاق‌های بسیاری باشد که این امر باعث شده تا مرکز خدمات ایمنی و آتش‌نشانی مجهز به همراه کادری مجرب و توانمند در شهر فعالیت نمایند. این مرکز با برخورداری از تجهیزات مناسب ضمن بازدید دوره ای و منظم از صنایع و آموزش کارشناسان حاضر در کارخانه‌ها در جهت پیشگیری از حوادث اطفاء حریق و امداد رسانی در زمان بروز حوادث را بر عهده دارد. همچنین به واسطه وجود سکنه دائمی و سیار در شهر و احتمال وقوع حوادث مختلف درمانگاه شهر صنعتی و منطقه ویژه اقتصادی کاوه وظیفه خدمت رسانی به کارکنان و ساکنان شهر را عهده‌دار می‌باشد. به دلیل برخورداری از مزیت‌های مناسب و وجود زیرساخت‌های اساسی شهر صنعتی کاوه بیش از ۶۰۰ واحد صنعتی با حدود ۵۰ هزار شاغل را در خود جای داده است حضور برندهای مهم و معتبر در این شهر و فعالیت مستمر آن‌ها نشان از اهمیت و پویایی شهر صنعتی کاوه دارد. اما در کنار واحدهای صنعتی متعدد، حفظ محیط زیست در تداوم فعالیت‌های اقتصادی و جریان زندگی ساکنان شهر از اهمیت ویژه ای برخوردار است. تصفیه‌خانه و شبکه جمع‌آوری فاضلاب صنعتی در سال ۱۳۷۵ با ظرفیت ۳۲۰ لیتر در ثانیه به بهره‌برداری رسید و هم‌اکنون این تأسیسات، فاضلاب بالغ بر ۶۰۰ واحد صنعتی و خدماتی واقع در شهر صنعتی و منطقه ویژه اقتصادی کاوه و همچنین فاضلاب مناطق مسکونی را با کیفیتی مطلوب و تحت نظارت مستمر سازمان محیط زیست تصفیه نموده و پساب تصفیه شده در دریاچه ای که به مرور محل استراحت پرندگان مهاجر شده است، جمع‌آوری می‌شود. سرریز آب دریاچه در فصول گرم سال به مصرف فضای سبز شهر رسیده و در فصول سرد سفره‌های آب زیرزمینی منطقه را تغذیه می‌نماید. این سیستم شامل ۶۰ کیلومتر شبکه انتقال فاضلاب و یک تصفیه خانه با روش لجن فعال می‌باشد که سالیانه حدود ۳ میلیون مترمکعب فاضلاب را تصفیه می‌کند.

## امکانات رفاهی
هتل کاوه با قدمتی بیش از ۳۰ سال اولین هتل تأسیس شده در استان مرکزی است این هتل به منظور ارائه خدمات به صاحبان صنایع و میهمانان داخلی و خارجی تأسیس شده است. مجموعهٔ هتل با مساحت ۴۵ هزار متر مربع با فضای سبز و وسیع و باغ انار زیبا مکانی مناسب برای اقامت است. این هتل ۴ ستاره با داشتن ۵۲ اتاق مشتمل بر سوئیت‌های مخصوص میهمانان ویژه با فضایی دلنشین و آرام و برخورداری از رستوران استخر زمین تنیس زمین چمن مصنوعی فوتبال و سایر تجهیزات، اقامتی خوش برای مهمانان فراهم می‌آورد. همچنین سفره خانه سنتی این مجموعه با طراحی بسیار زیبا الهام گرفته از معماری اصیل ایرانی مورد توجه تورهای گردشگری است. استقرار هتل چهار ستاره، ایستگاه ایمنی و آتش‌نشانی، پاسگاه پلیس و درمانگاه و اداره پست و مرکز خدمات امور مشترکین از نمونه واحدهای خدماتی فعال در شهر و منطقه است که در حال فعالیت می‌باشند.
طراحی شهر به گونه‌ای است که نمای کلی شهر را از فضای صنعتی محض به شهری سرسبز با جذابیت‌های شهری تبدیل نموده است. مجموعه بلوارها خیابان‌های عریض و میادینی که ضمن تسهیل دررفت‌وآمد فضای مناسبی را برای زندگی ساکنان و شاغلان در صنایع ایجاد کرده است. ایجاد و حفظ بوستان‌های متعدد و فضاهای درختکاری در محوطه داخل شهر برای مقابله با آلودگی و حفظ محیط زیست و همچنین تلطیف فضای فعالیت و زندگی است. بوستان جنگلی ستایش به مساحت ۳۰۰ هزار متر مربع واقع در حد فاصل مناطق صنعتی و مسکونی علاوه بر پالایش هوای شهر با داشتن امکانات تفریحی و دریاچه مصنوعی به مساحت ۳۰۰۰ مترمربع فضای بازی کودکان مبلمان شهری و زمین‌ها و وسایل ورزشی محل مناسبی برای گذران اوقات فراغت ساکنان شهر است.
به منظور برقراری ارتباط مؤثر میان واحدهای تولیدی و مراکز آموزشی با هدف پاسخگویی بر نیازهای واحدهای صنعتی در حوزه‌های مختلف و توسعه نیروی انسانی مجرب واحدهای تولیدی، مراکز آموزشی متعددی با هدف پاسخگویی به نیازهای واحدهای صنعتی و تربیت نیروهای مجرب و متخصص مورد نیاز همچون دانشگاه فخر رازی، دانشکده علوم پزشکی ساوه، دانشگاه دانشستان و مرکز آموزش فنی و حرفه‌ای در شهر صنعتی کاوه استقرار یافته است.
در کنار تمامی این واحدها وجود مدارس سطوح راهنمایی، متوسطه، و مهد کودک برای تربیت گروه سنی مختلف با فضای امن و آرام و سلامت آسایش خانواده‌ها را دوچندان کرده است. در راستای تأمین خدمات پولی و مالی هم‌اکنون بانک‌های ملی، صادرات، کشاورزی، صنعت و معدن، تجارت و ملت با ایجاد شعب خود مشغول خدمت رسانی به واحدهای صنعتی خدماتی و ساکنان می‌باشند. از ویژگی‌های مهم شهر صنعتی کاوه امتیاز منطقه ویژه اقتصادی آن است، منطقه ای که قوانین تجاری حاکم بر آن تا حد زیادی در قیاس با سایر نقاط کشور از محدودیت کمتری برخوردار بوده و شرایط مطلوب‌تری را برای سرمایه‌گذاری فراهم می‌نماید. زیرساخت‌های موجود در این مناطق به گونه‌ای است که در جریان ایجاد واحدهای تولیدی و ادامه فعالیت آن‌ها سبب کاهش هزینه‌ها شده و رغبت بسیاری از کارآفرینان برای ورود به بخش صنعت را ایجاد می‌نماید. از جمله مزیت‌های منطقه ویژه اقتصادی کاوه استقرار گمرک جمهوری اسلامی ایران با عنوان گمرک منطقه ویژه اقتصادی کاوه است که زیر نظر اداره کل گمرکات استان مرکزی فعالیت می‌نماید. هم‌اکنون کلیه رویه‌های مندرج در ماده ۴۷ قانون امور گمرکی و همچنین مجوزهایی از جمله مجوز مقصد برای کالاهای ترانزیت خارجی و کانتینر جاری می‌باشد.
مجوز ترخیص قطعی کالا برای کلیه کالاها، مواد اولیه و ماشین‌آلات مجوز ترخیص قطعی خودروی سواری، کامیون، کامیونت، مجوز انجام تشریفات گمرکی، ورود موقت و خروج موقت و مرجوعی، مجوز کانتینر و مجوز صادرات مواد سوختی و مشتقات نفتی در گمرک منطقه ویژه اقتصادی کاوه اجرایی است. ایستگاه راه‌آهن شهر صنعتی و منطقه ویژه اقتصادی کاوه با انشعاب از خط سراسری راه‌آهن کشور با برخورداری از تأسیسات مختلف اعم از:
بارانداز کالا، انبار سرپوشیده، باسکول تریلی‌کش، باسکول ریلی و سایر موارد به منظور فراهم کردن شرایط مناسب برای ترابری کالا در مسیرهای منتهی به مقصدهای داخل و خارج از کشور از محل این ایستگاه نقش مهمی در توسعه این منطقه ایفا می‌نماید. در بخشی از این محل با موافقت گمرک جمهوری اسلامی ایران پایانه تخصصی صادرات مواد سوختی و مشتقات نفتی با عنوان هابِ سوخت راه اندازی شده است. در کنار فضاهای کارگاهی و صنعتی مجموعه ورزشی و تفریحی بزرگی دایر شده است که محلی مناسب برای اسب دوانی است در این مجموعه اسب و شتر مرغ پرورش داده می‌شود.